# Deryaxenistis
Deryaxenistis is een geslacht van vlinders van de familie koolmotten (Plutellidae).

## Soorten
- D. africana (Mey, 2007)
- D. serrata (Mey, 2007)